# 關於我在無意間被隔壁的天使變成廢柴這件事
《關於我在無意間被隔壁的天使變成廢柴這件事》是所著的輕小說。2018年12月開始於成為小說家吧上連載；2019年6月GA文庫發行文庫版。第1卷由和武葉佐乃擔綱插畫，第2卷起改由はねこと繪畫。簡稱「隔壁的天使」。
改編漫畫由2022年1月6日起於漫畫應用程式開始連載。改編電視動畫第1季於2023年1月至3月播放，第2季預定於2026年4月播出。在《這本輕小說真厲害！》2024年版的人氣排行榜創下文庫部門、網路問卷、插畫繪師、男性角色及女性角色5項冠軍的紀錄。

## 角色列表

### 主要角色
藤宮周（聲：坂泰斗）
故事開始時為高中一年級。11月8日生。升上高中時搬出家裡獨自居住，不擅長做家務，家裡亂七八糟，且多以便利店飯盒或營養補充品當正餐。平常不太打理自己的相貌，但因為身材有一定底子，只要稍加打扮就會是個俊俏型男，連真晝這樣的美少女看到了都會有些心動。
小時候個性十分陽光開朗，但國中時得知自己被自認為是好朋友的人利用而大受打擊。這件事也導致自己變得自卑、封閉，且不易信任他人，因此在遠離老家的地方就讀高中（同時也是父親的母校）。也因為自我封閉及不信任他人，一開始班上只有樹與他往來比較密切，他也是周唯一信任的朋友。
偶然發現真晝在雨中盪鞦韆淋雨，將雨傘給了她，成為兩人開始互動的契機。
原先對於真晝並無任何想法，只是對於她在雨中盪鞦韆感到奇怪將傘借給她而已。但因為隔天重感冒受到真晝照顧，後續家中的混亂及三餐不正常的模樣又被她撞見，而與她開始有所互動。收到真晝分送的菜餚十分驚喜，將餐盒仔細清洗乾淨並歸還。其後接受真晝的提議平分餐費，並讓她來到家裡煮飯和共同進餐。在互動過程中發現真晝外在雖然確如「天使」稱號般極其完美，她卻在這種要顧及形象壓力的生活下過得很疲倦，經常累壞自己的身體，內在也因為雙親的忽視甚至惡意對待而傷痕累累，連帶缺乏安全感、害怕寂寞，加重了原本就很纖細內向的性格。經常隱藏自己的真實想法，有什麼事情都自己解決，同時不敢也不願與他人親近，連帶講話毒舌、態度冷淡。雖然如此，仍保有一絲溫暖單純的性格，卸下防備時甚至有些天然呆。喜歡小動物（例如貓），也有一身家務和廚藝的好本領，對於自己認定能夠親近的人也會真心以對並全心守護，更別說她漂亮又可愛的長相累積了多少男生對她的愛慕。因此周逐漸喜歡上真晝，並希望能成為與她比肩的存在以保護她。從而開始鍛鍊身體並精進於學業。也向真晝表達會跟父母一起保護她的心意。但是因為害怕會錯意或被拒絕，即使早已和真晝做出許多只有交往中情侶才會做的事情，甚至他做出親近舉動也從未被真晝推開或嫌棄，仍然遲遲不敢面對並表達自己的真正心意，而讓周邊朋友都感到焦急。最後面對真晝不惜鼓起勇氣利用運動大會公開關係，周也下定決心向她告白，兩人也終於正式成為情侶。其後與真晝共同約定將在高中畢業及成年後結婚相守一生，為此周瞞著真晝，向同學彩香委請牽線前往彩香的嬸嬸家開的咖啡廳工作，賺取未來求婚戒指的費用。
椎名真晝（聲：石見舞菜香）
故事開始時為高中一年級。12月6日生，身高156cm。長相清純可愛，身材姣好，有著一頭亞麻色長髮及一雙焦糖色眼睛，是該校公認最漂亮的美女，深受同學喜愛。學業成績全級第一，亦擅長做飯、運動，文武雙全。十分受歡迎，在學校被稱為「天使」，但是本人並不喜歡這個稱號。真晝除了在校優秀的學習成績與萬能的體育能力外，也因為擁有漂亮的外貌成為不少男生追逐的目標，甚至只要一個微笑就能迷倒一大群男同學，讓她十分困擾。有時連周與真晝近距離對話時，都會不小心被她的美貌給迷住，例如在她的生日那天周向她送禮，真晝收到泰迪熊後臉上露出珍惜與感激的神情，在周眼前一覽無遺的展現美少女漂亮的樣子讓他看得相當陶醉，一時衝動之下差點伸手撫摸真晝的頭髮。跟周一樣獨自居住，住在周隔壁。名字「真晝」來自父親「朝陽」代表的早上和母親「小夜」代表的夜晚之間的中午，由父親朝陽所取。
「好好保養的亞麻色直髮一直都順滑有光澤，透明般的乳白色皮膚保持著沒有一絲粗糙的光滑。端正的鼻樑，還有長睫毛下面的一雙大眼、帶有光澤的外形優美的櫻色嘴唇，總是隱藏在黑色褲襪下的那雙白皙無暇的長腿，彷彿人偶一般的美麗存在。」
因為父母對她漠不關心，所以她缺乏父母親的關愛。幸虧管家小雪阿姨的細心照顧，練就一身家務和廚藝等能夠讓自己獨立生活的本事，小雪阿姨也成為周出現之前真晝的心靈支柱。
受到母親的惡意對待，自暴自棄在雨中盪鞦韆時被周發現，兩人開始發生互動。
一開始對於周只是想要回報借雨傘的一面之恩，但因為看不過去周三餐不正常的生活與家中的混亂不堪，而以分送多做的菜及指導並幫忙打掃的名義與他開始有互動，進而以平分餐費的名義在周的家做飯並與他一起用餐。在互動過程中漸漸發現周表面上的冷漠低調只是保護自己的面具，實際上熱心穩重並觀察入微。對女性相當尊重且紳士、舉止溫柔從不踰矩，對朋友雖然毒舌但是重情重義、赤誠相待。除此之外即使見到自己「天使」面具下的真實面目也從未改變態度，甚至認為真正的她更可愛，因此漸漸受到周的吸引。加上見到周的雙親對兒子的溫暖關愛，就連真晝自己也被愛屋及烏受到熱誠關照，因此燃起原本深埋心底的、對幸福家庭與溫暖親情的渴望。在知道周的過去與外在性格改變的原因後，向他表達堅定力挺的心意，並把他視為自己的理想對象，以旁敲側擊的方式展開追求。兩人之間因此拉近了距離，也有許多交往中情侶才會出現的親暱互動。但因為周遲遲不肯正面回應她的心意，令真晝苦惱不已。最後靠千歲幫助以在運動大會借物賽跑題目公布的方式公開並確立關係，也接受了周的告白與他正式交往。和周共同約定將在高中畢業及成年後結婚相守一生。交往後雖然因為與周之間各種有意無意的親密互動常常讓自己、男友和同學產生尷尬，但也因為展現出「天使」面具外更加人性的一面而在校內更受歡迎，與周的感情也受到以樹、優太和千歲、彩香為首的同學們的鼎力支持與守護。

### 同學
赤澤樹（聲：八代拓）
周的同班同學兼好友，是他在學校僅有的幾個朋友之一。3月4日生。外貌輕浮，但個性開朗，擅長社交，洞察力敏銳。因女友千歲而和父親大輝不和。得知周口中的鄰居和買禮物送的人就是真晝，也和真晝成為朋友。很早就發現周對真晝抱有好感，因看不慣周在感情上畏畏縮縮，跟優太一起舉辦過「從背後踢周一腳」的聚會。在周與真晝正式交往後，因為他倆經常不自覺的出現親密互動，加上周曾經稱呼他跟千歲是「笨蛋情侶」，是故樹也不時也把周和真晝戲稱為「笨蛋情侶第二代」。但仍和千歲一同鼎力支持周與真晝的感情。
白河千歲（聲：白石晴香）
周的好友，樹的女朋友。5月5日生。個性活潑外向，行動力與執行力都很驚人，喜歡可愛的東西，但做事總喜歡動歪腦筋。常常跟樹在學校卿卿我我，因此兩人被周稱為「笨蛋情侶」。聖誕節到周家時，和樹在陽台撞見真晝，發現後因從沒近距離看到真晝而靠太近欣賞真晝漂亮的容貌，殊不知真晝是一個長相漂亮卻膽小怕生的女孩子，經周的解釋後才了解，並在周與真晝正式交往後即與樹一同鼎力支持他倆的感情，也被真晝視為戀愛關係的前輩。但也因此經常藉機向真晝灌輸各種歪理，讓周深感困擾與無奈。高二起和周、樹、優太與真晝同班，經常稱呼真晝為「小真晝／真晝兒」（まひるん），並且不時到她家合宿。
國中時和樹與優太為同校，曾經是田徑社健將，但因為只顧賽事不顧人際關係以及入社不久就成為正式選手，遭到同社學姊的霸凌。受到了樹的告白雖未接受，但仍因此遭到喜歡樹的學姊欺負，故意在練習時趁教練不注意傷到她的腳，導致失去選手資格。樹為此特地向她道歉，並表示即使無法再回到田徑賽場上還是會喜歡她。經過幾番拉鋸後，千歲終於接受樹的追求，在高一入學時即與樹成為情侶並陷入熱戀迄今。
門脇優太（聲：小野賢章）
周的同班同學，和樹還有千歲是青梅竹馬的關係。外貌爽朗，個性溫和正直，體育學業歌唱皆擅長，還是田徑社王牌，在學校很受歡迎，被稱作「王子大人」，但也因此自己跟「天使」真晝一樣飽受名聲所苦。在情人節收到大量巧克力時被周給了袋子，兩人之後成為朋友。跟樹一起舉辦過「從背後踢周一腳」的聚會。私底下曾對真晝抱有淡淡戀心，因此在經由樹得知周對真晝有意後曾經透過卡拉OK聚會向周探口風，但之後仍然支持周與真晝交往，並與樹等人一樣成為最鼎力支持他倆感情的人。
柊一哉
優太的朋友，為人耿直誠實，說話很直接。在高二時和周等人成為同班同學。
九重誠
優太的朋友，身材嬌小。天文社成員。與樹、優太及千歲為國中同校同學，高二時跟優太、一哉一起成為周等人的同班同學。
木戶彩香
周的同班同學，是個肌肉控。手工藝社成員。在得知周想要打工賺取買求婚戒指的打算後，居間牽線將周介紹到嬸嬸文華的咖啡廳打工。與周和真晝都有建立友誼。
茅野總司
彩香的青梅竹馬兼男友。在咖啡店打工，周後來成為他的同事。三人高中亦同校。

### 親屬家人
藤宮修斗（聲：古川慎）
周的父親。外貌端正看起來比實際年齡年輕，甚至起初被真晝誤以為是周的哥哥，個性溫和沉穩。周溫柔、紳士的性格有大半是受修斗的影響。與妻子雖然已經結婚許久，但感情方面卻依然像是交往熱戀期一樣，仍時常像新婚夫妻般卿卿我我，甚至還會一起洗澡。
跟妻子一樣非常喜歡真晝，既視同親生女兒，也已經認可她作為未來的兒媳。當志保子對真晝出現過於熱情的舉動時，常常由他出面打圓場。曾向周表示會幫忙準備婚禮的費用，對於兒子想靠自己工作賺取購買求婚戒指的費用也表示支持。
藤宮志保子（聲：金元壽子）
周的母親。個性開朗活潑，十分關心兒子。常常不按牌理出牌，使周很頭疼。在突襲檢查周的房間時意外第一次跟真晝見面，很喜歡真晝，並與真晝交換了聯絡方式。會把周以前的照片偷偷傳給真晝看。
由於生下周之後被宣告不能再懷孕，未能實現生女兒的夢想，是故在周和真晝交往並知道真晝的過去後，也把她當成自己的女兒萬般疼愛，並稱呼真晝為「真晝妹妹」（真昼ちゃん）。但也因此每次與真晝見面時不時會出現過於熱情的舉動，常常得靠丈夫出面打圓場克制。
椎名小夜（聲：中原麻衣）
真晝的母親，和真晝的父親朝陽是因家族利益而結婚，在外有情人。原本沒打算生小孩卻意外懷上真晝，認為養育子女的責任很麻煩，加上真晝的瞳孔及頭髮顏色都跟父親相像，因此討厭真晝。在真晝幼年時代就曾直接甩開想挽住她的手而讓真晝跌倒，高中時更直接當著面說真晝是「沒人要的孩子」，而讓真晝情緒崩潰坐在公園的盪鞦韆淋雨（第1卷開頭）。
椎名朝陽
真晝的父親，工作能力強，人品也不差，但過去並不關心真晝。在第6卷末暑假期間曾寫信邀請周出來談話，打探真晝的近況。兩人見面後，向周坦承沒有盡到父親的責任而被真晝討厭著，面對周的言詞質問也坦然認錯，並說明自己不打算干涉她的人生，只是來見最後一面而已，最後將真晝託付給了周。
赤澤大輝
樹的父親。雖然人不錯，但個性較為死板，因家世因素而不認同千歲和樹交往。

### 其他角色
小雪阿姨／久慈川小雪
真晝家中請的管家，少數真心給予真晝關愛的人，也教授了她家務和廚藝，幾乎可以說是真正將真晝養大的母親。在真晝國中時因為腰不好而退休，但與真晝一直有書信往來。目前和兒子與兒媳同住，膝下另有幾個女兒。在第9卷經由周的牽線，透過電腦網路視訊與真晝見面通話。
東城
周的中學同學，本名未公開。外貌與個性皆輕浮，背叛過周的「朋友」之一。暑假期間周帶著真晝回老家時偶然撞見，使周發現自己因真晝的支持已經能放下過去。周向他表達自己對他的看法和感謝之後，隨即帶著真晝離去。
花田
周的中學同學，故事未透露姓名。過去是周的朋友之一，但因周當時被霸凌而疏遠了。周帶著真晝回老家時偶然相遇，兩人簡單交談後隨即告別，關係也回到僅是「認識的人」而已。
花田要
花田的妹妹，比周小七歲，很喜歡周。周帶著真晝回老家時偶然撞見。
糸卷文華
彩香的嬸嬸，本職是作家，副業很多，也有經營咖啡店。對情侶們十分關愛。周為籌措購買婚戒的資金，經彩香介紹到她的咖啡店內打工。
宮本大地
周在咖啡店的男同事。暗戀著青梅竹馬大橋莉乃，兩人卻經常拌嘴。
大橋莉乃
周在咖啡店的女同事，宮本大地的青梅竹馬。外貌可愛個性卻很豪邁，因此每段感情都持續不久。

## 消息公佈、宣傳
2019年2月13日，宣佈將會經GA文庫以文庫本形式推出實體書，由經手輕小說《異界轉生強奪戰》（奪う者 奪われる者）、漫畫《白聖女與黑牧師》的和武葉佐乃（和武はざの）擔綱插畫。3月2日至9日期間，分四次公開千歲、樹、周和真晝的人物設定圖。6月在小說發售前，開設了特設網站。
2019年11月18日，宣佈將推出小說第2卷。翌年2020年2月18日宣佈發售日期定於4月，並宣佈插畫師會更改為。此前曾繪畫成為小說家吧舉辦的第8屆網絡小說比賽主視覺圖、「SNOW MIKU2020」展覽的主視覺圖和副視覺圖等。新版第1卷封面將更換封面，但內頁插圖不作更換。第2卷初版亦會附送第1卷的替換封面。
2021年5月17日，開設官方Twitter帳戶。
2021年9月17日至23日期間，在Twitter帳戶進行問卷調查，以決定小說第5.5卷特裝版所附送的SS冊子的封面上真晝穿著的服裝，投票結果是小惡魔服裝。第5.5卷是番外篇，約9成是新寫的故事，剩下1成是網上連載過的部份。內容涵蓋截至第4卷為止的故事，也會稍微觸及到真晝過去（第1卷以前）的故事。

## 出版書籍

### 輕小說
| 卷數 | SB創意            | SB創意 | 東立出版社                                             | 東立出版社                                                                                           |
| 卷數 | 發售日期          | ISBN | 發售日期                                               | ISBN／EAN                                                                                            |
| ---- | ----------------- | --- | ------------------------------------------------------ | --- |
| 1    | 2019年6月15日     | ISBN 978-4-8156-0248-2 | 2020年10月5日                                          | EAN 471-060-104-318-9（首刷限定版）                                                                  |
| 1    | 2019年6月15日     | ISBN 978-4-8156-0248-2 | 2020年11月19日                                         | ISBN 978-957-265-775-1                                                                               |
| 2    | 2020年4月14日     | ISBN 978-4-8156-0327-4 | 2021年3月11日                                          | ISBN 978-957-266-536-7（首刷限定版）                                                                 |
| 2    | 2020年4月14日     | ISBN 978-4-8156-0327-4 | 2021年3月18日                                          | ISBN 978-957-266-372-1                                                                               |
| 3    | 2020年9月11日     | ISBN 978-4-8156-0741-8 | 2021年4月22日                                          | ISBN 978-957-266-837-5（首刷限定版）                                                                 |
| 3    | 2020年9月11日     | ISBN 978-4-8156-0741-8 | 2021年4月29日                                          | ISBN 978-957-266-836-8                                                                               |
| 4    | 2021年3月13日     | ISBN 978-4-8156-0827-9 ISBN 978-4-8156-0826-2（附鑰匙圈特裝版）                                                                    | 2021年7月30日                                          | ISBN 978-957-267-356-0（豪華首刷限定版） ISBN 978-957-267-357-7（首刷限定版）                        |
| 4    | 2021年3月13日     | ISBN 978-4-8156-0827-9 ISBN 978-4-8156-0826-2（附鑰匙圈特裝版）                                                                    | 2021年8月6日                                           | ISBN 978-957-267-355-3                                                                               |
| 5    | 2021年7月14日     | ISBN 978-4-8156-1169-9 | 2021年11月29日                                         | ISBN 978-957-267-834-3（豪華首刷限定版） ISBN 978-957-267-833-6（首刷限定版）                        |
| 5    | 2021年7月14日     | ISBN 978-4-8156-1169-9 | 2021年12月6日                                          | ISBN 978-957-267-832-9                                                                               |
| 5.5  | 2022年1月14日     | ISBN 978-4-8156-1199-6 ISBN 978-4-8156-1291-9（附SS冊子特裝版）                                                                    | 2022年6月9日                                           | ISBN 978-957-269-164-9（豪華首刷限定版） ISBN 978-957-269-163-2（首刷限定版）                        |
| 5.5  | 2022年1月14日     | ISBN 978-4-8156-1199-6 ISBN 978-4-8156-1291-9（附SS冊子特裝版）                                                                    | 2022年6月16日                                          | ISBN 978-957-269-162-5                                                                               |
| 6    | 2022年5月16日     | ISBN 978-4-8156-1200-9 ISBN 978-4-8156-1344-0（附等身大掛畫特裝版）                                                                | 2022年7月29日                                          | ISBN 978-957-269-888-4（豪華首刷限定版） ISBN 978-957-269-887-7（首刷限定版） ISBN 978-957-269-886-0 |
| 7    | 2022年9月14日     | ISBN 978-4-8156-1201-6 ISBN 978-4-8156-1530-7（附廣播劇CD特裝版）                                                                  | 2023年1月27日                                          | ISBN 978-626-360-033-1（會場限定版） ISBN 978-626-360-032-4（首刷限定版） ISBN 978-626-360-031-7     |
| 8    | 2023年1月14日     | ISBN 978-4-8156-1596-3 ISBN 978-4-8156-1595-6（附廣播劇CD特裝版） ISBN 978-4-8156-1858-2（附廣播劇CD及複製原稿特裝版）             | 2023年7月31日                                          | ISBN 978-626-372-182-1（會場限定版） ISBN 978-626-372-181-4（首刷限定版） ISBN 978-626-372-180-7     |
| 8.5  | 2023年9月15日     | ISBN 978-4-8156-2176-6 ISBN 978-4-8156-2175-9（附小冊子特裝版）                                                                    | 2024年2月1日                                           | ISBN 978-626-020-642-0（會場限定版） ISBN 978-626-020-641-3（首刷限定版） ISBN 978-626-020-640-6     |
| 9    | 2024年3月15日     | ISBN 978-4-8156-2399-9 ISBN 978-4-8156-2398-2（附廣播劇CD特裝版） ISBN 978-4-8156-2475-0（附廣播劇CD及學校月曆版）                 | 2024年7月25日 2024年7月29日 2024年8月8日 2024年8月15日 | ISBN 978-626-021-921-5（會場限定版） ISBN 978-626-021-919-2（首刷限定版） ISBN 978-626-021-918-5     |
| 10   | 2024年9月14日     | ISBN 978-4-8156-2664-8 ISBN 978-4-8156-2701-0（附壓克力立牌特裝版）                                                                | 2025年2月6日                                           | ISBN 978-626-023-655-7（會場限定版） ISBN 978-626-023-654-0（首刷限定版） ISBN 978-626-023-653-3     |
| 11   | 2025年3月15日     | ISBN 978-4-8156-2805-5 ISBN 978-4-8156-2909-0（附廣播劇CD及DL序號特裝版） ISBN 978-4-8156-2910-6（附廣播劇CD、DL序號及掛毯特裝版） | 2025年7月23日                                          | ISBN 978-626-025-003-4（首刷限定版） ISBN 978-626-025-004-1                                          |
| 11   | 2025年3月15日     | ISBN 978-4-8156-2805-5 ISBN 978-4-8156-2909-0（附廣播劇CD及DL序號特裝版） ISBN 978-4-8156-2910-6（附廣播劇CD、DL序號及掛毯特裝版） | 2025年7月24日                                          | ISBN 978-626-025-002-7（會場限定版）                                                                 |
| 11.5 | 預定2025年9月13日 | ISBN 978-4-8156-3599-2 ISBN 978-4-8156-3598-5（附短篇小冊子特裝版）                                                                |                                                        | |

### 漫畫
2019年11月18日，宣佈將會推出改編漫畫。2020年4月15日第2卷發售後，公佈改編漫畫將由三描子負責繪畫，優木鈴（優木すず）負責故事架構。同日亦公開了男女主角的角色設定圖。
2022年1月4日宣佈動畫化當日，宣佈改編漫畫將由1月6日起於漫畫應用程式開始連載，接替的漫畫家是。
| 卷數 | 史克威爾艾尼克斯 | 史克威爾艾尼克斯                                        | 東立出版社                   | 東立出版社                                                  |
| 卷數 | 發售日期         | ISBN                                                    | 發售日期                     | ISBN                                                        |
| ---- | ---------------- | ------------------------------------------------------- | ---------------------------- | ----------------------------------------------------------- |
| 1    | 2022年7月7日     | ISBN 978-4-7575-8016-9                                  | 2023年7月27日                | ISBN 978-626-372-133-3（首刷限定版） ISBN 978-626-360-935-8 |
| 2    | 2022年12月7日    | ISBN 978-4-7575-8296-5                                  | 2023年12月8日 2023年12月15日 | ISBN 978-626-02-0279-8（首刷限定版） ISBN 978-626-360-936-5 |
| 3    | 2023年12月7日    | ISBN 978-4-7575-8948-3                                  | 2024年5月20日 2024年5月27日  | ISBN 978-626-02-1354-1（首刷限定版） ISBN 978-626-02-1059-5 |
| 4    | 2024年8月6日     | ISBN 978-4-7575-9342-8                                  | 2025年1月23日                | ISBN 978-626-02-3688-5（首刷限定版） ISBN 978-626-02-3240-5 |
| 5    | 2025年3月7日     | ISBN 978-4-7575-9644-3 ISBN 978-4-7575-9645-0（特裝版） | 2025年7月18日                | ISBN 978-626-02-4843-7（特裝版） ISBN 978-626-02-4844-4     |

关于我在无意间被隔壁的天使变成废柴这件事 after the rain
| 集數 | 史克威爾艾尼克斯 | 史克威爾艾尼克斯       | 東立出版社    | 東立出版社                                                  |
| 集數 | 發售日期         | ISBN                   | 發售日期      | ISBN                                                        |
| ---- | ---------------- | ---------------------- | ------------- | ----------------------------------------------------------- |
| 1    | 2024年8月6日     | ISBN 978-4-7575-9343-5 | 2025年7月18日 | ISBN 978-626-02-4928-1（首刷限定版） ISBN 978-626-02-4927-4 |
| 2    | 2025年4月7日     | ISBN 978-4-7575-9781-5 |               |                                                             |

## 迴響
本作在這本輕小說真厲害！2020文庫部門排名第10位，在新作品中排名第6位；女主角椎名真晝在女性角色中排名第8位。翌年在這本輕小說真厲害！2021繼續排名文庫部門第10位，椎名真晝在女性角色中的排名上升至第2位。2022年，文庫部門排名上升至第6位，椎名真晝在女性角色中的排名上升至第1位，藤宮周亦在男性角色中排名第5位。在這本輕小說真厲害！2024進一步創下文庫部門、網路問卷、插畫繪師、男性角色及女性角色5項冠軍的紀錄。
截至2020年4月，本系列累積發行逾10萬本。截至2021年7月，累積發行逾40萬本。截至2021年11月，小說第1卷和第2卷分別再版至第16版和第10版。截至2022年1月，累積發行逾50萬本。
小說第5卷發行首星期以19,791本的銷量於Oricon公信榜輕小說週榜上獲得第1位。第5.5卷普通版和特裝版發行首星期分別以8,275本和8,256本的銷量於同一週榜上獲得第2位和第3位，系列本身成為當週銷量最高的輕小說系列，也是當月銷量第2高的輕小說系列。小說第6卷發行首星期以15,561本的銷量於同一週榜上獲得第1位，系列本身成為當週及次週銷量最高的輕小說系列，也是當月銷量第2高的輕小說系列。
在日本動畫新聞網站「Anime! Anime!」每半年做一次的「你想要哪部輕小說、小說動畫化呢？」問卷調查中，本作在2020年下半年獲得第12位，在2021年上半年獲得第2位。

## 電視動畫
2022年1月1日起在Twitter預告將在GA文庫的新春特備節目中公佈有關本作的新消息，1月1日至4日期間在Twitter逐日公開千歲、樹、周和真晝的插圖。該節目在2022年1月4日晚上於ABEMA播映。當日公開前導視覺圖、前導宣傳片、主要製作人員和飾演4名主要角色的聲優。飾演女主角椎名真晝的石見舞菜香曾於小說兩年前出版時的宣傳片中擔任旁白。
2022年3月24日，在Twitter預告將於3月26日早上9時公佈新消息。當日在AnimeJapan 2022中公開第2張前導視覺圖，並初次公開周、樹和千歲的動畫人物視覺圖。
2022年5月12日，官方Twitter公布改編電視動畫將於2023年1月播出，並公開新視覺圖。
2023年10月8日，首次舉辦現場活動「關於我在活動裏都被隔壁的天使變成廢柴這件事」（お隣の天使様にイベントでも駄目人間にされていた件），活動中宣佈製作第2季的消息。預定於2026年4月播出。

### 製作人員
- 原作：
- 人物原案：はねこと（日语：はねこと）
- 導演：王麗花（第1季）、熊野千尋（第2季）
- 監修：今泉賢一
- 系列構成、劇本：大知慶一郎
- 人物設定：野口孝行
- 美術監督：三宅昌和（第1季）、河合良介（第2季）
- 色彩設計：有尾由紀子（第1季）、（第2季）
- 攝影監督：上條智也
- 剪輯：丹彩子（第1季）、三嶋章紀（第2季）
- 音樂：日向萌
- 動畫製作：project No.9[9][134]

### 主題曲
片頭曲ギフト
作詞、作曲、編曲、主唱：大石昌良
第1話影像作片尾曲使用。
片尾曲
小小戀歌（第2話－第6話、第9話－第11話）
作詞：上江洌清作，作曲：MONGOL800，編曲：山田航平，主唱：椎名真晝（聲：石見舞菜香）
愛歌（第7話）
作詞、作曲：GReeeeN，編曲：半田翼，主唱：椎名真晝（聲：石見舞菜香）
只想告訴你（第12話）
作詞：山村隆太，作曲：阪井一生，編曲：半田翼，主唱：椎名真晝（聲：石見舞菜香）

### 各話列表
| 1  | 與天使的相遇                              | 今泉賢一           | 若林漢二   | 吉岡敏幸、重國浩子、木下勇喜、冢本步                                          | 野口孝行             | 2023年 1月7日 |
| 2  | 與天使共進晚餐                            | 今泉賢一           | 山內東生雄 | 水野隆宏、櫻井拓郎、渡部佳太、森出剛、塚本步                                  | 、佐藤勝行           | 1月14日       |
| 3  | 給天使的讚美                              | 今泉賢一           | 白石道太   | 河原久美子、大野勉、Studio EverGreen、24FPS                                   | 野口孝行             | 1月21日       |
| 4  | 聖誕天使                                  | 今泉賢一           | 奧野浩行   | 內野明雄、清水勝佑、邸錦、Seven Seas                                          | 野口孝行             | 1月28日       |
| 5  | 與天使去新年參拜                          | 今泉賢一           | 山內東生雄 | 渡部桂太、大野勉、SAS、Studio EverGreen、胡慶丹、陳如水、STUDIO MASSKET       | 野口孝行、千支羽久遠 | 2月4日        |
| 6  | 來自天使的禮物                            | 今泉賢一、中山岳洋 | 白石道太   | 重國浩子、渡部桂太、Lee Sang-min、櫻井拓郎、高瀨子、Revival、Seven Seas       | 野口孝行             | 2月11日       |
| 7  | 與天使的約定                              | 今泉賢一、高橋雅之 | 加藤顯     | 大野勉、Studio EverGreen、24FPS、Revival、Grain、SAS                          | 野口孝行             | 2月18日       |
| 8  | 天使的新學期                              | 今泉賢一           | 山內東生雄 | 大野勉、渡部桂太、Studio EverGreen、Triple A、Revival、Rad Plus、4tune        | 野口孝行             | 2月25日       |
| 9  | 與天使出門                                | 今泉賢一           | 奧野浩行   | 渡部桂太、板繪動畫                                                            | 野口孝行、重國浩子   | 3月4日        |
| 10 | 夢中的天使                                | 今泉賢一           | 又野弘道   | Studio EverGreen、24FPS、Revival、渡部桂太                                    | -                    | 3月11日       |
| 11 | 關於我在無意間 被隔壁的天使變成廢柴這件事 | 今泉賢一           | 赤坂安兵衛 | 4tune、Studio EverGreen、STUDIO MASSKET、Triple A、重國浩子、大野勉、渡部桂太 | -                    | 3月18日       |
| 12 | 告別膽小的自己                            | 今泉賢一           | 中野武藏   | 渡部桂太、                                                                    | 野口孝行             | 3月25日       |

### BD / DVD
| 卷數  | 發售日        | 收錄話數       | 規格編號  | 規格編號  | 規格編號  |
| 卷數  | 發售日        | 收錄話數       | BD限定版  | BD通常版  | DVD       |
| 第1季 | 第1季         | 第1季          | 第1季     | 第1季     | 第1季     |
| ----- | ------------- | -------------- | --------- | --------- | --------- |
| 1     | 2023年5月17日 | 第1話－第3話   | TBR33078D | TBR33079D | TDV33080D |
| 2     | 2023年6月21日 | 第4話－第6話   | 不適用    | TBR33081D | TDV33082D |
| 3     | 2023年7月19日 | 第7話－第9話   | 不適用    | TBR33083D | TDV33084D |
| 4     | 2023年8月16日 | 第10話－第12話 | 不適用    | TBR33085D | TDV33086D |

## 腳註

### 來源
1. ↑  . 2025-04-02. （原始内容存档于2025-04-02）.
2. ↑  . 2024-11-14. （原始内容存档于2024-11-14）.
3. ↑  佐伯さん. . 成為小說家吧.   [2020-09-12]. （原始内容存档于2024-08-15） （日语）.
4. ↑  小說/第1卷 2020.
5. ↑  このラノ2022，第82頁.
6. 1 2  . Comic Natalie. 2025-06-27  [2025-06-27] （日语）.
7. ↑  . MANTANWEB (MANTAN). 2023-11-25  [2025-06-27] （日语）.
8. ↑  . PRTIMES. 2023-11-25  [2025-06-27]. （原始内容存档于2024-06-23） （日语）.
9. 1 2 3 4 5 6 7  . Comic Natalie. 2022-01-04  [2022-01-04]. （原始内容存档于2022-01-05） （日语）.
10. 1 2 3 4  佐伯さん. . 成為小說家吧. 2019-09-29  [2022-01-02]. （原始内容存档于2024-08-15） （日语）.
11. ↑  佐伯さん. . 成為小說家吧. 2019-09-30  [2022-01-02]. （原始内容存档于2024-08-15） （日语）.
12. ↑  佐伯さん. . 成為小說家吧. 2019-02-13  [2022-01-02]. （原始内容存档于2024-08-15） （日语）.
13. ↑  佐伯さん. . 成為小說家吧. 2019-03-02  [2022-01-02]. （原始内容存档于2024-08-15） （日语）.
14. ↑  佐伯さん. . 成為小說家吧. 2019-03-03  [2022-01-02]. （原始内容存档于2024-08-15） （日语）.
15. ↑  佐伯さん. . 成為小說家吧. 2019-03-06  [2022-01-02]. （原始内容存档于2024-08-15） （日语）.
16. ↑  佐伯さん. . 成為小說家吧. 2019-03-09  [2022-01-02]. （原始内容存档于2024-08-15） （日语）.
17. ↑  佐伯さん. . 成為小說家吧. 2019-06-07  [2022-01-02]. （原始内容存档于2024-08-15） （日语）.
18. 1 2  佐伯さん. . 成為小說家吧. 2019-11-18  [2022-01-02]. （原始内容存档于2024-08-15） （日语）.
19. ↑  佐伯さん. . 成為小說家吧. 2020-02-18  [2022-01-02]. （原始内容存档于2024-08-15） （日语）.
20. ↑  @tenshisama_GA.  (推文). 2021-05-17 –Twitter.
21. ↑  佐伯さん. . 成為小說家吧. 2021-06-13  [2022-01-02]. （原始内容存档于2024-08-15） （日语）.
22. ↑  @tenshisama_GA.  (推文). 2021-09-19 –Twitter.
23. ↑  @tenshisama_GA.  (推文). 2021-09-17 –Twitter.
24. ↑  佐伯さん. . 成為小說家吧. 2021-11-09  [2022-01-02]. （原始内容存档于2024-08-15） （日语）.
25. ↑  . GA文庫.   [2022-01-02]. （原始内容存档于2021-12-04） （日语）.
26. ↑  . 東立出版社.   [2020-10-05]. （原始内容存档于2021-03-04） （中文（臺灣））.
27. ↑  . 東立出版社.   [2023-07-29]. （原始内容存档于2023-07-29） （中文（臺灣））.
28. ↑  . GA文庫.   [2022-01-02]. （原始内容存档于2021-12-04） （日语）.
29. ↑  . 東立出版社.   [2022-01-02]. （原始内容存档于2022-06-02） （中文（臺灣））.
30. ↑  . 東立出版社.   [2022-01-02]. （原始内容存档于2022-06-02） （中文（臺灣））.
31. ↑  . GA文庫.   [2020-09-11]. （原始内容存档于2021-02-27） （日语）.
32. ↑  . 東立出版社.   [2022-01-02]. （原始内容存档于2022-04-15） （中文（臺灣））.
33. ↑  . 東立出版社.   [2023-07-29]. （原始内容存档于2023-07-29） （中文（臺灣））.
34. ↑  . GA文庫.   [2021-01-24]. （原始内容存档于2021-03-04） （日语）.
35. ↑  . GA文庫.   [2020-09-26]. （原始内容存档于2021-02-28） （日语）.
36. ↑  . 東立出版社.   [2022-01-02]. （原始内容存档于2022-06-02） （中文（臺灣））.
37. ↑  . 東立出版社.   [2022-01-02]. （原始内容存档于2022-01-02） （中文（臺灣））.
38. ↑  . 東立出版社.   [2022-01-02]. （原始内容存档于2022-06-02） （中文（臺灣））.
39. ↑  . GA文庫.   [2022-01-02]. （原始内容存档于2021-06-13） （日语）.
40. ↑  . 東立出版社.   [2022-01-02]. （原始内容存档于2022-07-06） （中文（臺灣））.
41. ↑  . 東立出版社.   [2022-01-02]. （原始内容存档于2022-07-05） （中文（臺灣））.
42. ↑  . 東立出版社.   [2022-01-02]. （原始内容存档于2022-06-02） （中文（臺灣））.
43. ↑  . GA文庫.   [2022-01-02]. （原始内容存档于2022-01-02） （日语）.
44. ↑  . GA文庫.   [2022-01-02]. （原始内容存档于2022-01-07） （日语）.
45. ↑  . 東立出版社.   [2022-06-09]. （原始内容存档于2022-07-06） （中文（臺灣））.
46. ↑  . 東立出版社.   [2022-06-09]. （原始内容存档于2022-07-05） （中文（臺灣））.
47. ↑  . 東立出版社.   [2022-06-16]. （原始内容存档于2022-07-21） （中文（臺灣））.
48. ↑  . GA文庫.   [2022-01-02]. （原始内容存档于2022-03-05） （日语）.
49. ↑  . GA文庫.   [2023-07-25]. （原始内容存档于2022-01-04） （日语）.
50. ↑  . 東立出版社.   [2022-09-24]. （原始内容存档于2022-09-28） （中文（臺灣））.
51. ↑  . 東立出版社.   [2022-09-24]. （原始内容存档于2022-09-27） （中文（臺灣））.
52. ↑  . 東立出版社.   [2022-09-24]. （原始内容存档于2022-10-16） （中文（臺灣））.
53. ↑  . GA文庫.   [2022-01-04]. （原始内容存档于2022-03-05） （日语）.
54. ↑  . GA文庫.   [2022-01-04]. （原始内容存档于2022-01-09） （日语）.
55. ↑  . 東立出版社.   [2023-07-29]. （原始内容存档于2023-07-29） （中文（臺灣））.
56. ↑  . 東立出版社.   [2023-07-29]. （原始内容存档于2023-07-29） （中文（臺灣））.
57. ↑  . 東立出版社.   [2023-07-29]. （原始内容存档于2023-07-29） （中文（臺灣））.
58. ↑  . GA文庫.   [2022-09-22]. （原始内容存档于2022-09-28） （日语）.
59. ↑  . GA文庫.   [2022-09-22]. （原始内容存档于2022-09-28） （日语）.
60. ↑  . GA文庫.   [2022-09-22]. （原始内容存档于2022-09-22） （日语）.
61. ↑  . 東立出版社.   [2023-07-29]. （原始内容存档于2023-07-29） （中文（臺灣））.
62. ↑  . 東立出版社.   [2023-07-29]. （原始内容存档于2023-07-29） （中文（臺灣））.
63. ↑  . 東立出版社.   [2023-07-29]. （原始内容存档于2023-07-29） （中文（臺灣））.
64. ↑  . GA文庫.   [2024-06-02]. （原始内容存档于2023-07-04） （日语）.
65. ↑  . GA文庫.   [2024-06-02]. （原始内容存档于2023-07-18） （日语）.
66. ↑  . 東立出版社. 2024-02-01  [2024-06-02]. （原始内容存档于2024-06-02） （中文（臺灣））.
67. ↑  . 東立出版社. 2024-02-01  [2024-06-02]. （原始内容存档于2024-06-02） （中文（臺灣））.
68. ↑  . 東立出版社. 2024-02-01  [2024-06-02]. （原始内容存档于2024-06-05） （中文（臺灣））.
69. ↑  . GA文庫.   [2024-06-02]. （原始内容存档于2023-11-09） （日语）.
70. ↑  . GA文庫.   [2024-06-02]. （原始内容存档于2023-11-08） （日语）.
71. ↑  . GA文庫.   [2024-06-02]. （原始内容存档于2023-11-08） （日语）.
72. ↑  . 東立小說官方部落格. 東立出版社. 2024-07-29  [2024-08-15]. （原始内容存档于2024-07-22） （中文（臺灣））.
73. ↑  . 東立出版社. 2024-07-29  [2024-08-15] （中文（臺灣））.
74. ↑  . 東立出版社. 2024-08-08  [2024-08-15]. （原始内容存档于2024-08-15） （中文（臺灣））.
75. ↑  . 東立出版社. 2024-08-15  [2024-08-15]. （原始内容存档于2024-08-15） （中文（臺灣））.
76. ↑  . GA文庫.   [2024-06-02]. （原始内容存档于2024-04-30） （日语）.
77. ↑  . GA文庫.   [2024-06-02]. （原始内容存档于2024-05-02） （日语）.
78. ↑  . 東立出版社.   [2025-02-06].
79. ↑  . 東立出版社.   [2025-02-06].
80. ↑  . 東立出版社.   [2025-02-06].
81. ↑  . SBクリエイティブ.   [2025-03-15] （日语）.
82. ↑  . SBクリエイティブ.   [2025-03-15] （日语）.
83. ↑  . SBクリエイティブ.   [2025-03-15] （日语）.
84. ↑  . 東立出版社.   [2025-07-23].
85. ↑  . 東立出版社.   [2025-07-23].
86. ↑  . 東立出版社.   [2025-07-24].
87. ↑  佐伯さん. . 成為小說家吧. 2020-04-15  [2022-01-02]. （原始内容存档于2024-08-15） （日语）.
88. ↑  @mangaup_PR.  (推文). 2022-01-04 –Twitter.
89. ↑  @tenshisama_GA.  (推文). 2022-01-04 –Twitter.
90. ↑  . 史克威爾艾尼克斯.   [2023-07-29]. （原始内容存档于2023-07-29） （日语）.
91. ↑  . 東立出版社.   [2023-07-29]. （原始内容存档于2023-07-29） （中文（臺灣））.
92. ↑  . 東立出版社.   [2023-07-29]. （原始内容存档于2023-07-29） （中文（臺灣））.
93. ↑  . 史克威爾艾尼克斯.   [2022-12-04]. （原始内容存档于2022-12-21） （日语）.
94. ↑  . 東立出版社.   [2024-06-02]. （原始内容存档于2024-06-02） （中文（臺灣））.
95. ↑  . 東立出版社.   [2024-06-02]. （原始内容存档于2024-06-02） （中文（臺灣））.
96. ↑  . 史克威爾艾尼克斯.   [2023-07-29]. （原始内容存档于2023-12-07） （日语）.
97. ↑  . 東立出版社.   [2024-06-02]. （原始内容存档于2024-08-05） （中文（臺灣））.
98. ↑  . 東立出版社.   [2024-06-02]. （原始内容存档于2024-07-15） （中文（臺灣））.
99. ↑  . 史克威爾艾尼克斯.   [2024-11-30]. （原始内容存档于2024-07-29）.
100. ↑  . 東立出版社.   [2025-01-30].
101. ↑  . 東立出版社.   [2025-01-30].
102. ↑  . スクウェア・エニックス.   [2025-03-08] （日语）.
103. ↑  . スクウェア・エニックス.   [2025-03-08] （日语）.
104. ↑  . 東立出版社.   [2025-07-18].
105. ↑  . 東立出版社.   [2025-07-18].
106. ↑  . 史克威尔艾尼克斯.   [2024-08-06]. （原始内容存档于2024-12-04）.
107. ↑  . 東立出版社.   [2025-07-18].
108. ↑  . 東立出版社.   [2025-07-18].
109. ↑  . 史克威尔艾尼克斯.   [2025-04-07].
110. 1 2  . ln-news.com. 2020-04-20  [2020-08-03]. （原始内容存档于2020-04-20） （日语）.
111. ↑  @tenshisama_GA.  (推文). 2021-11-24 –Twitter （日语）.
112. ↑  . まんたんウェブ (MANTAN). 2023-11-25  [2023-11-25]. （原始内容存档于2023-12-04）.
113. ↑  @tenshisama_GA.  (推文). 2021-06-24 –Twitter （日语）.
114. ↑  @tenshisama_GA.  (推文). 2021-11-19 –Twitter （日语）.
115. ↑  . Oricon.   [2021-08-22]. （原始内容存档于2021-08-22） （日语）.
116. ↑  . Oricon.   [2022-01-23]. （原始内容存档于2022-01-26） （日语）.
117. ↑  . Oricon.   [2022-01-23]. （原始内容存档于2022-01-25） （日语）.
118. ↑  . Oricon.   [2022-02-12]. （原始内容存档于2022-03-09） （日语）.
119. ↑  . Oricon.   [2022-05-30]. （原始内容存档于2022-06-09）.
120. ↑  . Oricon.   [2022-06-03]. （原始内容存档于2022-06-09） （日语）.
121. ↑  . Oricon.   [2022-06-03]. （原始内容存档于2022-06-11） （日语）.
122. ↑  . Oricon.   [2022-06-03]. （原始内容存档于2022-06-24） （日语）.
123. ↑  . Anime! Anime!. 2020-12-21  [2022-01-02]. （原始内容存档于2022-04-15） （日语）.
124. ↑  . Anime! Anime!. 2021-06-25  [2022-01-02]. （原始内容存档于2021-07-23） （日语）.
125. ↑  @tenshisama_GA.  (推文). 2022-01-01 –Twitter.
126. ↑  はねこと [@hanekoto2424].  (推文). 2022-01-02 –Twitter.
127. ↑  @tenshisama_GA.  (推文). 2022-01-03 –Twitter.
128. ↑  @tenshisama_GA.  (推文). 2022-01-04 –Twitter.
129. 1 2  . GA文庫. SB Creative Corp. （原始内容存档于2022-01-05） （日语）.
130. ↑  @tenshisama_GA.  (推文). 2022-03-24 –Twitter.
131. ↑  . Natalie. 2022-03-26  [2022-03-26]. （原始内容存档于2022-06-04） （日语）.
132. ↑  Daryl, Harding. . Crunchyroll.   [2022-05-12]. （原始内容存档于2022-06-15） （英语）.
133. ↑  . Natalie. 2023-10-08  [2023-10-08]. （原始内容存档于2023-10-14） （日语）.
134. ↑  . Comic Natalie. 2022-10-04  [2022-10-04]. （原始内容存档于2022-10-04） （日语）.
135. ↑  . ポニーキャニオン.   [2024-06-02]. （原始内容存档于2024-06-05） （日语）.
136. ↑  . TOHO animation RECORDS. 2023-03-26  [2024-06-02]. （原始内容存档于2024-06-02） （日语）.
137. ↑  . TVアニメ『お隣の天使様にいつの間にか駄目人間にされていた件』公式サイト.   [2024-02-13]. （原始内容存档于2024-03-24） （日语）.
138. ↑  . TVアニメ『お隣の天使様にいつの間にか駄目人間にされていた件』公式サイト.   [2024-02-13]. （原始内容存档于2024-03-24） （日语）.
139. ↑  . TVアニメ『お隣の天使様にいつの間にか駄目人間にされていた件』公式サイト.   [2024-02-13]. （原始内容存档于2024-03-24） （日语）.
140. ↑  . TVアニメ『お隣の天使様にいつの間にか駄目人間にされていた件』公式サイト.   [2024-02-13]. （原始内容存档于2023-12-09） （日语）.

## 外部連結
小說
- 成為小說家吧連載網站（日語）
- GA文庫特設網站（日語）
- 小說的X（前Twitter）（日語）
- 東立出版社特設網站（中文）

漫畫
- 漫畫官方網站（日語）
- 東立出版社特設網站（中文）

電視動畫
- 電視動畫官方網站（日語）
- 電視動畫的X（前Twitter）（日語）